# Business studio
Business Studio — программный продукт для моделирования бизнес-архитектуры российского разработчика «ГК «Современные технологии управления».

## История развития
Первая версия Business Studio вышла 5 октября 2004 года как продукт, предназначенный для создания моделей бизнес-процессов и их документирования. В качестве графической среды моделирования был использован широко распространенный пакет Microsoft Office Visio. В дальнейшем функциональность продукта быстро расширялась: в 2007 году появляется модуль для проектирования системы целей и показателей с поддержкой методики BSC/KPI и модуль имитационного моделирования и функционально-стоимостного анализа, в 2008 году расширены возможности по проектированию и поддержанию СМК и работе с показателями, в 2011 году реализована интеграция с BPM-системами путём передачи схем процессов в формате XPDL, а также появился модуль контроллинга бизнес-процессов на основе данных ИТ-систем. В 2013 году был разработан Business Studio Portal — веб-портал, позволяющий сотрудникам обращаться к базе знаний компании, обсуждать идеи по улучшению работы. В 2017 году у пользователей появляется возможность импорта моделей из других систем моделирования (в т.ч. Visio). В 2020 разработчик презентует новые модули «Управление жизненным циклом модели» («Ветки») и «Мультиязычность данных». 2021 год – выходит Business Studio с английским интерфейсом. В 2022 году появляется возможность одним нажатием кнопки перевести ресурсы приложения и данные в базе на нужный язык с использованием онлайн переводчика. Интерфейс программы доступен уже на 10 наиболее популярных языках мира.

## Методология
Основная задача, которую решает Business Studio, — это создание комплексной модели бизнеса (en:Business Architecture), содержащей следующие элементы:
1. Стратегия (Система целей и показателей их достижения).
2. Модель бизнес-процессов и их KPI.
3. Организационная структура.
4. Ресурсы и документы.
5. Информационные системы

В части создания моделей бизнес-процессов Business Studio базируется на методологии SADT (Structured Analysis & Design Technique), в том числе поддерживает нотацию моделирования бизнес-процессов IDEF0. Среди остальных поддерживаемых нотаций: блок-схемы (Process Flowchart, Cross Functional Flowchart), EPC (en:Event Driven Process Chain). В качестве методической основы для построения моделей бизнес-процессов реальных компаний в продукт интегрированы типовые структуры бизнес-процессов (Process Frameworks) — референтные модели для типичных процессов организаций различных сфер деятельности.
В части создания системы целей и показателей поддерживается методология создания Сбалансированной системы показателей Нортона и Каплана.
Сильной стороной продукта является интегрированность — в одном инструменте собраны наиболее востребованные методики и технологии: BSC/KPI, моделирование бизнес-процессов, имитационное моделирование, функционально-стоимостной анализ, поддержка СМК.
Важная технологическая особенность Business Studio — использование в качестве основы объектно-ориентированной промышленной платформы, определяющей широкие возможности продукта по построению сложных фильтров, работе с большими объёмами данных и неограниченному расширению видов хранимой информации. Мастер отчетов позволяет формировать сложные выборки данных без программирования.
Методика внедрения и использования Business Studio обеспечивает полный цикл проектирования и поддержки системы управления организации:

## Функциональные возможности
Продукт позволяет:
- Формализовать стратегию и контролировать достижение стратегических целей.
- Вовлекать сотрудников в улучшение компании через обсуждение процессов и других элементов бизнес-архитектуры в Business Studio Portal.
- Проектировать и оптимизировать функции и бизнес-процессы (поддерживает 5 нотаций моделирования бизнес-процессов: IDEF0, Basic Flowchart (Процесс), Cross Functional Flowchart (Процедура), Event-Driven Process Chain (EPC), Business Process Management Notation (BPMN), а также проведение функционально-стоимостного анализа и имитационного моделирования).
- Проектировать организационную структуру и штатное расписание.
- Автоматически формировать и распространять среди сотрудников регламентирующую документацию (документы Microsoft Word, Microsoft Excel, HTML-навигатор).
- Создать комплексную базу знаний о работе компании, доступную из любой точки мира. Оперативно проводить ознакомление сотрудников с изменениями в рамках их зоны внимания.
- Поддерживать внедрение системы менеджмента качества в соответствии со стандартами ISO.
- Формировать Технические задания и поддерживать внедрение комплексных информационных систем.
- Работать с моделями на нескольких языках. Система предоставляет удобные возможности для перевода: можно вводить данные сразу на всех языках или перевести модель на другие языки потом.

Продукт целесообразно использовать в проектах:
- Разработка стратегии компании.
- Стандартизация, оптимизация и реинжиниринг бизнес-процессов.
- Создание для сотрудников базы знаний об устройстве и работе компании.
- Внедрение системы менеджмента качества.
- Разработка системы мотивации на основе KPI.
- Внедрение информационных систем.

## Статьи по Business Studio в интернете
- Цифровой двойник организации: требования, структура, примеры
- Процессные команды как основа культуры эффективности
- С ветки на ветку или использование версий модели в Business Studio 5
- Система сбалансированных показателей как инструмент повышения рентабельности компании в период кризиса
- Разработка в Business Studio ТЗ на автоматизацию бизнес-процессов в BPMS
- Трансформация процессного управления в ПАО «АК БАРС» БАНК
- Бизнес-процесс на ладони: простые методы анализа и оптимизации
- Агрохолдинг на пути в XXII век: практика внедрения процессного подхода к управлению
- Быстрые, значит живые: практики цифровизации промышленного холдинга
- Построение комплексной бизнес-модели ПАО «Банк «Екатеринбург»
- Business Studio: обеспечение эффективной командной работы при разработке СМК
- План проекта внедрения Системы управления бизнес-процессами
- Методы визуального анализа графической схемы бизнес-процесса в нотации BPMN
- Моделирование информационных потоков в нотации BPMN в Business Studio 5
- Что нам стоит бизнес построить или архитектурный подход к развитию от ООО «СТД «Петрович»
- Аудиты в Business Studio